# Pat Ryder

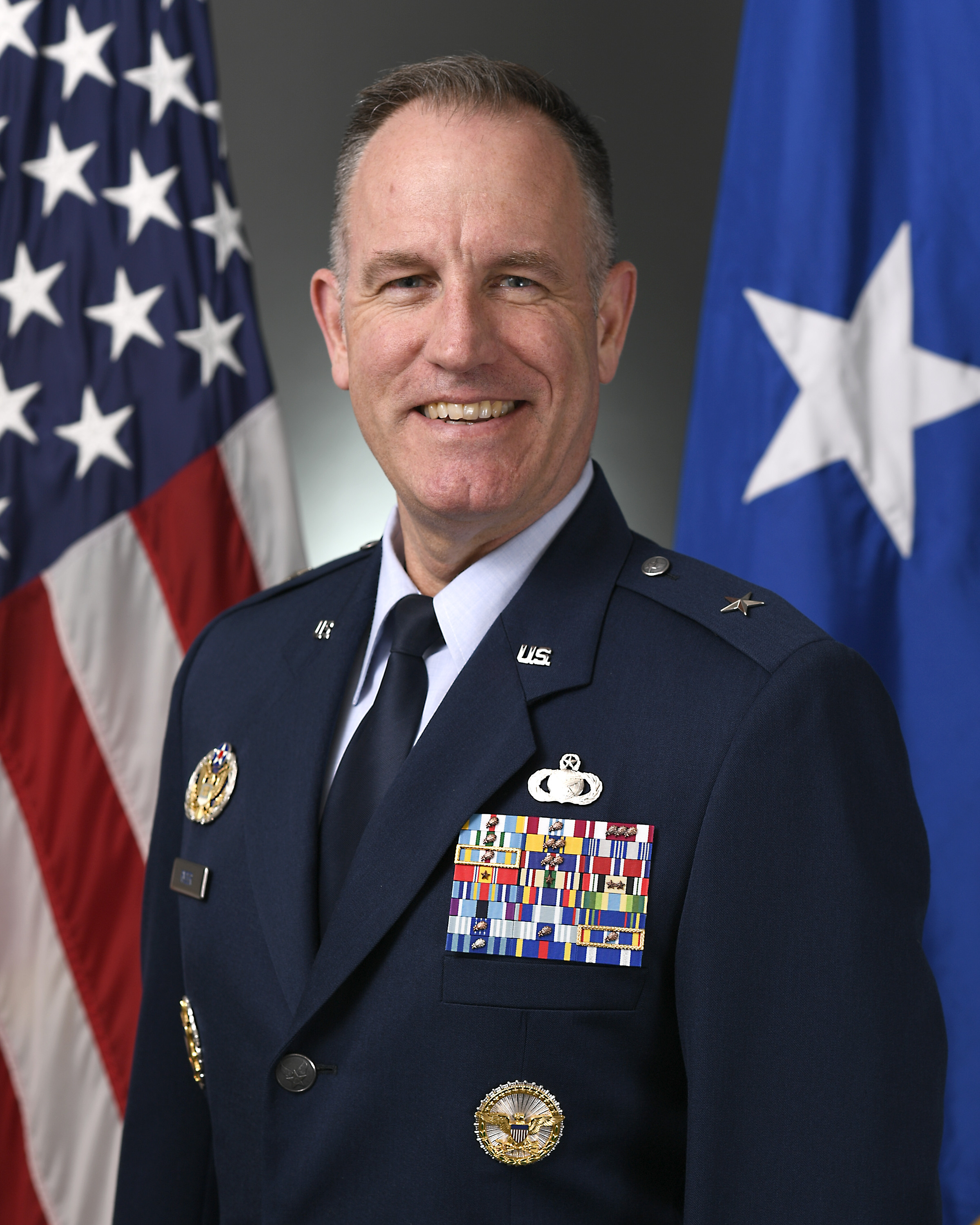
Pat Ryder (2022)

Pat Ryder, eigentlich Patrick Shannon Ryder, ist ein hochrangiger Offizier der United States Air Force (USAF) und dient derzeit als Pressesekretär des Pentagon. Er wurde am 2. Mai 1992 als Second Lieutenant in die USAF aufgenommen und hatte in seiner Karriere verschiedene Führungspositionen sowohl im Inland als auch im internationalen Raum inne.

## Akademische Laufbahn
Pat Ryder absolvierte 1992 sein Studium an der University of Florida mit einem Bachelor of Science in Advertising und wurde im Rahmen des ROTC-Programms (Reserve Officer Training Corps) von der United States Air Force (USAF) angeworben. Seine akademische Laufbahn setzte er mit einem Master of Arts in Public Administration an der Bowie State University im Jahr 1999 fort. Im Laufe seiner militärischen Karriere erweiterte Ryder seine Expertise durch weitere Studiengänge, darunter ein Master of Science in Strategic Intelligence (STRATINT) am Joint Military Intelligence College der Defense Intelligence Agency im Jahr 2006 und ein Master of Science in National Resource Strategy an der Dwight D. Eisenhower School for National Security and Resource Strategy der National Defense University im Jahr 2013.

## Militärische Karriere

### Frühe Laufbahn
Nach seiner Kommissionierung durch das ROTC-Programm der U.S. Air Force (USAF) begann Pat Ryder seine Karriere bei der Air Force. Seine frühen Zuweisungen umfassten Positionen als stellvertretender Leiter der Öffentlichkeitsarbeit bei verschiedenen Einheiten, darunter die Geschwader 81st Training Wing 1993/94 auf der Keesler Air Force Base, Mississippi, und 39th Air Base Wing 1994–96 auf der Incirlik Air Base, Türkei.

### Höhere Führungspositionen
Von Juni 1999 bis Juli 2001 diente Ryder als Leiter der PA-Unterabteilung Readiness & Evaluation beim Secretary of the Air Force Public Affairs im Pentagon. In den Jahren 2001/02 war er als Executive Officer für den Director of Air Force Public Affairs, Brigadier General Ron Rand, tätig. Seine Fähigkeiten in strategischer Kommunikation und Öffentlichkeitsarbeit führten ihn zu weiteren bedeutenden Positionen, einschließlich die des Director of Public Affairs beim United States Central Command, wo er von 2013 bis 2016 die öffentlichen Angelegenheiten überwachte und die Medienbeziehungen während der Operation Inherent Resolve koordinierte. Von 2017 bis 2019 diente Ryder als Special Assistant for Public Affairs des Vorsitzenden der Joint Chiefs of Staff. Diese Funktion beinhaltete die Beratung höchster militärischer Führungskräfte und die Koordination der Kommunikationsstrategien auf höchster Ebene. Nach seiner Beförderung zum Brigadier General hatte er das Amt des Director of Air Force Public Affairs im Pentagon 2020 bis 2022 inne. 

### Internationale Einsätze
Ryder hat auch umfangreiche Erfahrungen im Ausland gesammelt. Er war in Islamabad, Pakistan, als Director of Public Affairs im Büro des Verteidigungsvertreters der USA tätig und unterstützte die Operation Enduring Freedom. Während der Operation Iraqi Freedom diente er als strategischer Kommunikationsplaner für die Coalition Provisional Authority, die Übergangsregierung nach dem Irakkrieg in Bagdad.

### Aktuelle Position
Seit dem 4. August 2022 dient Ryder als Pressesekretär des Pentagon. In dieser Funktion ist er der Hauptkommunikationsbeauftragte des Verteidigungsministeriums und berät hochrangige Führungskräfte, einschließlich des Verteidigungsministers, General Lloyd Austin, und der stellvertretenden Verteidigungsministerin, Kathleen Hicks, in allen Angelegenheiten der öffentlichen Kommunikation. Am 5. Dezember 2023 wurde er zum Major General befördert.

## Auszeichnungen (Auswahl)
Pat Ryder hat im Laufe seiner Karriere zahlreiche militärische Auszeichnungen erhalten. Diese spiegeln seine herausragenden Leistungen und seinen Dienst in der United States Air Force wider. Diese Liste gibt eine Auswahl seiner Auszeichnungen wieder:
- Defense Superior Service Medal
- Defense Meritorious Service Medal
- Meritorious Service Medal
- Joint Service Commendation Medal
- Air Force Commendation Medal
- Air Force Achievement Medal